# 巫宜楔
巫宜楔（1790年—？），字学修。福建省汀州府永定县人，清朝官員。

## 生平
乾隆五十五年（1790年）三月二十九日戌时生，嘉慶二十一年（1816年）丙子与侄子巫敏同中举人，嘉慶二十二年（1817年），连捷丁丑科进士，選庶吉士，授禮部主事，歷任精膳司、祠祭司主事，升仪制司员外郎，再升郎中。
道光十七年（1837年），任浙江道監察御史，转山西道，次年升刑科给事中。卒於江西省贛州府赣县，葬于县城南门外。